# Donáth Ági
Donáth Ági (Budapest, 1918. március 25. – Palm Desert, AEÁ, 2008. február 16.) színésznő.

## Életútja
Apja Donáth Andor (vagy Antal) kereskedő. Kezdetben mint Gaál Franciska dublőre szerepelt. Gustav Fröhlich rávette, hogy önállóan is lépjen fel. 1935-ben a Terézkörúti Színpadon játszott, majd több kisebb szerepet is kapott filmekben. 1936-ban megnyerte a Színházi Élet Korda-pályázatát és a Magyar Színházhoz került. 1938. június 24-én Londonban házasságot kötött Pressburger Imre producer és forgatókönyvíróval. Ezután visszavonult a színpadtól, majd 1941-es válásuk után Donáth kivándorolt az Amerikai Egyesült Államokba. Második férje Byron Anderson volt. Az 1930-as években több filmben is statisztált, illetve fiatal lányokat formált meg. Főszerepet egyszer kapott, Demeter Évát játszotta az 1937-es Tokaji rapszódia című filmben.

## Filmszerepei
- Helyet az öregeknek (1934) – táncosnövendék
- Három sárkány (1936) – lány az étteremben
- Tisztelet a kivételnek (1936) – Kántor Vera iskolatársa
- Nászút féláron (1936) – német nászutas feleség a hajón
- Dunaparti randevú (1936) – olvasó statiszta
- Mária nővér (1936) – zárdai növendék
- Pesti mese (1937) – varrólány a kalapszalonban
- Az én lányom nem olyan (1937) – Sári, baráti társaság tagja
- Szerelemből nősültem (1937) – pesztonka
- Hotel Kikelet (1937) – varrólány
- Mai lányok (1937) – Bogár Mária
- 3 : 1 a szerelem javára (1937) – Örzse, szolgálólány
- Tokaji rapszódia (1937) – Demeter Éva
- Megvédtem egy asszonyt (1938) – Horváth Zizi